# Avoca, Wisconsin
Avoca är en ort (village) i Iowa County i Wisconsin i USA. Vid 2020 års folkräkning hade Avoca 553 invånare. 